# Peter Hirsch (Dirigent)
Peter Hirsch (* 1956 in Köln) ist ein deutscher Dirigent.

## Leben
Hirsch erhielt seinen ersten Klavierunterricht mit fünf Jahren. In den nächsten Jahren folgte Musiktheorie- und Kontrapunktunterricht bei Johannes Fritsch in Köln. Er studierte dann Klavier bei Alfons Kontarsky und Dirigieren bei Wolfgang von der Nahmer an der Hochschule für Musik und Tanz Köln. Im Anschluss war er Assistent von Michael Gielen an der Oper Frankfurt. Von 1984 bis 1987 war er ebendort erster Kapellmeister. Er dirigierte die Uraufführung von Hans Zenders Oper Stephen Climax und von Luigi Nonos Risonanze Erranti.
Es schlossen sich Produktionen in Europa (u. a. Welsh National Opera, English National Opera, Nederlandse Opera und Staatsoper Unter den Linden) und Kanada an. Hirsch wurde als Gastdirigent in die USA, nach Holland und Belgien eingeladen. Darüber hinaus arbeitete er mit Klangkörpern wie dem Deutschen Symphonie-Orchester Berlin, Rundfunk-Sinfonieorchester Berlin, Radio-Sinfonieorchester Saarbrücken, Radio-Sinfonie-Orchester Frankfurt, Radio-Sinfonieorchester Stuttgart, SWR Sinfonieorchester Baden-Baden und Freiburg, MDR-Sinfonieorchester, Berner Symphonieorchester, KBS Symphony Orchestra, Gürzenich-Orchester, Staatskapelle Weimar, Münchner Philharmoniker, Orchestre National de Belgique, Bournemouth Symphony Orchestra, Residentie Orkest, Staatsorchester Mainz, Ensemble recherche, Collegium Novum Zürich, Basel Sinfonietta, Camerata Salzburg und Ensemble Contrechamps. Es führte ihn zu Festivals wie den Salzburger Festspielen, Warschauer Herbst, MusikTriennale Köln, Biennale di Venezia, Münchener Biennale, Bologna Festival, Ars Musica, Berliner Festwochen und Festival d’automne à Paris.
Er dirigierte mehrere Uraufführungen u. a. von Bernd Alois Zimmermann, Luigi Nono, Hans Zender, Helmut Lachenmann und Georg Friedrich Haas. Mehrmals wurden seine Aufnahmen mit der Bestenliste des Preises der deutschen Schallplattenkritik ausgezeichnet.